# اسلاویکا اکلستون

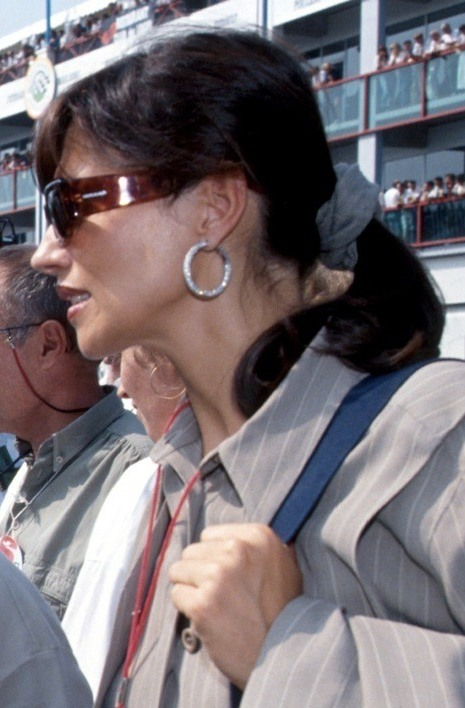
اسلاویکا اکلستون

اسلاویکا رادیچ اکلستون (Slavica Radić Ecclestone) (زادهٔ ۲۵ مه ۱۹۵۸ در ریکا، یوگسلاوی) مانکن سابق کروات محصولات مد و زیبایی آرمانی و همسر سابق برنی اکلستون مدیر عامل فرمول یک است.
او در سال ۱۹۸۴ با برنی اکلستون ازدواج کرد، با این که ۲۸ سال از او کوچک‌تر و ۲۹ سانتی‌متر از او بلندتر بود و زبان مشترکی هم نداشتند؛ اسلاویکا به زبان کرواتی و ایتالیایی و برنی فقط به انگلیسی مسلط بود. زندگی مشترک این دو در سال ۲۰۰۹ با درخواست طلاق اسلاویکا اکلستون به دلیل «رفتارهای غیرمعقول» برنی که موجب «استرس و اضطراب» او شده بود و موافقت دادگاه پایان یافت.

## ثروت
اسلاویکا اکلستون بر اساس «فهرست ثروتمندترین اشخاص بر اثر طلاق روزنامه ساندی تایمز در سال ۲۰۱۰» با دریافت ۷۳۴ میلیون پوند از اموال خانواده پس از طلاق با اختلاف بسیار زیاد نسبت به نفر دوم (ایرینا آبراموویچ با ۱۵۵ میلیون پوند) ثروتمندترین میلیونر بر اثر طلاق جهان است.
روزنامهٔ ناسیونال کرواسی در سال ۲۰۰۴ او را ثروتمندترین زن کروات دنیا و دهمین کروات ثروتمند معرفی کرده‌است.
سایمون کار نویسندهٔ انگلیسی در کتاب «دل‌پیچه‌های خشم» گفتاوردی به این مضمون از او نقل کرده‌است: «من هرچی تخم مرغ می‌خواهم، از هموطن های خودم در کرواسی می‌خرم. از لندن با هواپیما یک توک پا می‌روم تخم مرغ را از دهات خودمان می‌خرم، برمی‌گردم. دخترهای من تخم‌ مرغ‌های انگلیسی را دوست ندارند!» روزنامه تایمز کرواسی هم در سال ۲۰۱۰ گزارش داده بود که او هنگامی که برای تعطیلات در ایتالیا به سر می‌برد، یک هلیکوپتر کرایه کرده بود تا یک آرایشگر اهل کرواسی را برای اصلاح موی سر او به ایتالیا بیاورد.
اما روزنامه ایندپندنت انگلستان گزارش داده است که برنی و اسلاویکا اکلستون با وجود ثروت بسیار از زندگی تجملی دوری گزیده‌اند و تامارا دختر بزرگ آن‌ها گفته‌است که وقتی او کودک بوده مادرش حتی یک ماشین ظرف‌شویی نداشته با وجود اینکه آن‌ها یک قایق بادبانی، یک هواپیمای جت و یک هتل کوچک داشته‌اند.